# 마우리아 미술
마우리아 미술은 기원전 322년에서 185년 사이 인도 아대륙 대부분을 지배한 최초의 제국인 마우리아 제국 시대에 제작된 미술이다. 마우리아 시대의 미술은 목조 사용에서 석재 사용으로 인도 예술의 중요한 전환을 나타낸다. 그것은 마우리아 황제, 특히 아소카가 후원한 황실 예술이었다. 기둥, 스투파, 석굴은 가장 두드러진 마우리아 미술의 흔적이다.
기념비적인 마우리아 미술의 가장 중요한 유적은 파탈리푸트라의 도시 및 황궁 유적, 사르나트의 모놀리식 레일, 보디만달라 또는 부다가야의 4개 기둥에 놓여 있는 제단, 바라바르 동굴의 바위를 깎아낸 차이야 홀, 아소카 12년의 비문이 새겨진 수다마 동굴, 비칙령과 칙령이 있는 기둥, 기둥에 장식된 동물 조각상, 수도의 주판과 전면 절반을 장식하는 동물 및 식물 부조를 포함한 가야 근처 다울리의 바위에서 라운드에 새겨진 코끼리의 표현을 포함한다.
아난다 쿠마라스와미가 1923년에 저술한 저서에서 마우리아 예술에는 세 가지 주요 단계가 있다고 주장했다. 첫 번째 단계는 베다 신들의 표현의 일부 사례에서 발견된다.(가장 중요한 예는 바자 석굴의 수리야와 인드라의 부조이다.) 그러나 바자 석굴의 예술은 일반적으로 마우리아 시대보다 이후인 BCE 2-1세기로 거슬러 올라간다. 두 번째 단계는 일반적으로 그의 칙령이 새겨진 모놀리식 기둥에서 발견되는 아소카의 궁정 예술이었고, 세 번째 단계는 작은 모놀리식 레일인 산치의 원래 사리탑의 경우와 같이 벽돌과 석조 건축의 시작이었다. 산치는 바라바르 석굴의 로마스 리쉬 석굴에서 장식된 정면과 함께 목조 구조의 형태를 재현한다.
대부분의 학자들은 마우리아 미술이 그리스와 페르시아 미술, 특히 제국의 조각과 건축의 영향을 받았다는데 동의한다. 그리스와 페르시아 문화와 인도 사이의 정치적, 문화적 접촉은 집중적이었고 오랜 기간 지속되어 조각 분야에서의 발전을 촉진했다.

## 조각

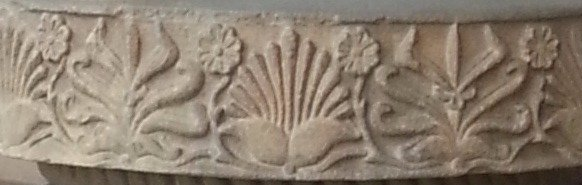
람푸르바 황소주두, 작은 장미 꽃으로 둘러싸인 연꽃을 둘러싸고 있는 두 개의 "화염 팔렛"이 있다.

이 시기는 인도 석조 조각에 있어 상상력이 풍부하고 인상적인 한 걸음을 내디뎠다. 많은 이전 조각품은 아마도 목조로 만들었고 살아남지 못했다. 아소카의 일부 기둥에서 살아남은 정교하게 조각된 동물 주두는 가장 잘 알려진 작품이며 무엇보다도 사르나트의 아소카 사자주두는 오늘날 인도의 국가 상징이다. 쿠마라스와미는 궁정 예술과 마우리아 시대의 더 대중적인 예술을 구별한다. 궁정 예술은 기둥과 그 머리이며, 대중 예술은 일부 석재 조각과 테라코타로 만들어진 수많은 소규모 작품으로 표현된다.
궁중 조각의 고도로 연마된 표면은 종종 마우리아 광택이라고 불린다. 그러나 이것은 상당히 후기 시대의 일부 작품에도 있기 때문에 마우리아 연대에 대한 진단 도구로서 완전히 신뢰할 수 있는 것은 아닌 것으로 보인다. 현재 가장 흔히 2세기 CE의 것으로 생각되는 디다라간즈 야크샤가 그 예시이다.

### 기둥 및 주두

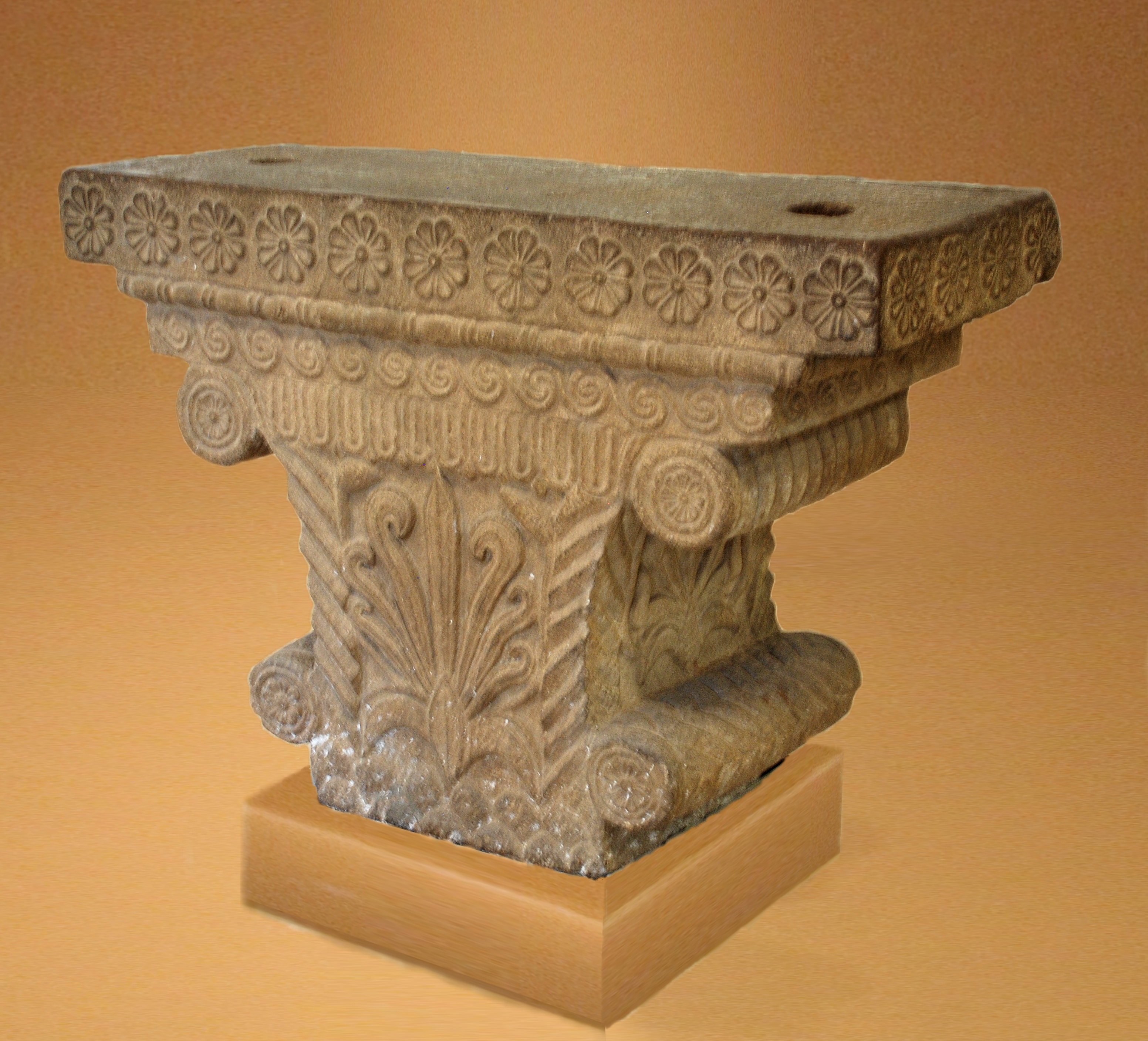
아케메네스 왕조와 그리스의 영향을 모두 보여주는 파탈리푸트라 주두,기원전 4~3세기.

기원전 3세기로 거슬러 올라가는 파탈리푸트라 기둥머리는 마우리아인의 도시 파탈리푸트라에서 발굴되었다. 그것은 볼류트, 비드 및 릴, 미앤더 또는 인동덩굴 디자인을 포함하여 강한 그리스 문체의 영향을 받은 페르시아-이오니아 양식으로 설명되었다. 이 기념비적인 건축물은 일찍부터 마우리아 궁정에서 아케메네스 제국과 헬레니즘 시대의 예술적 영향력을 시사하는 경향이 있다.

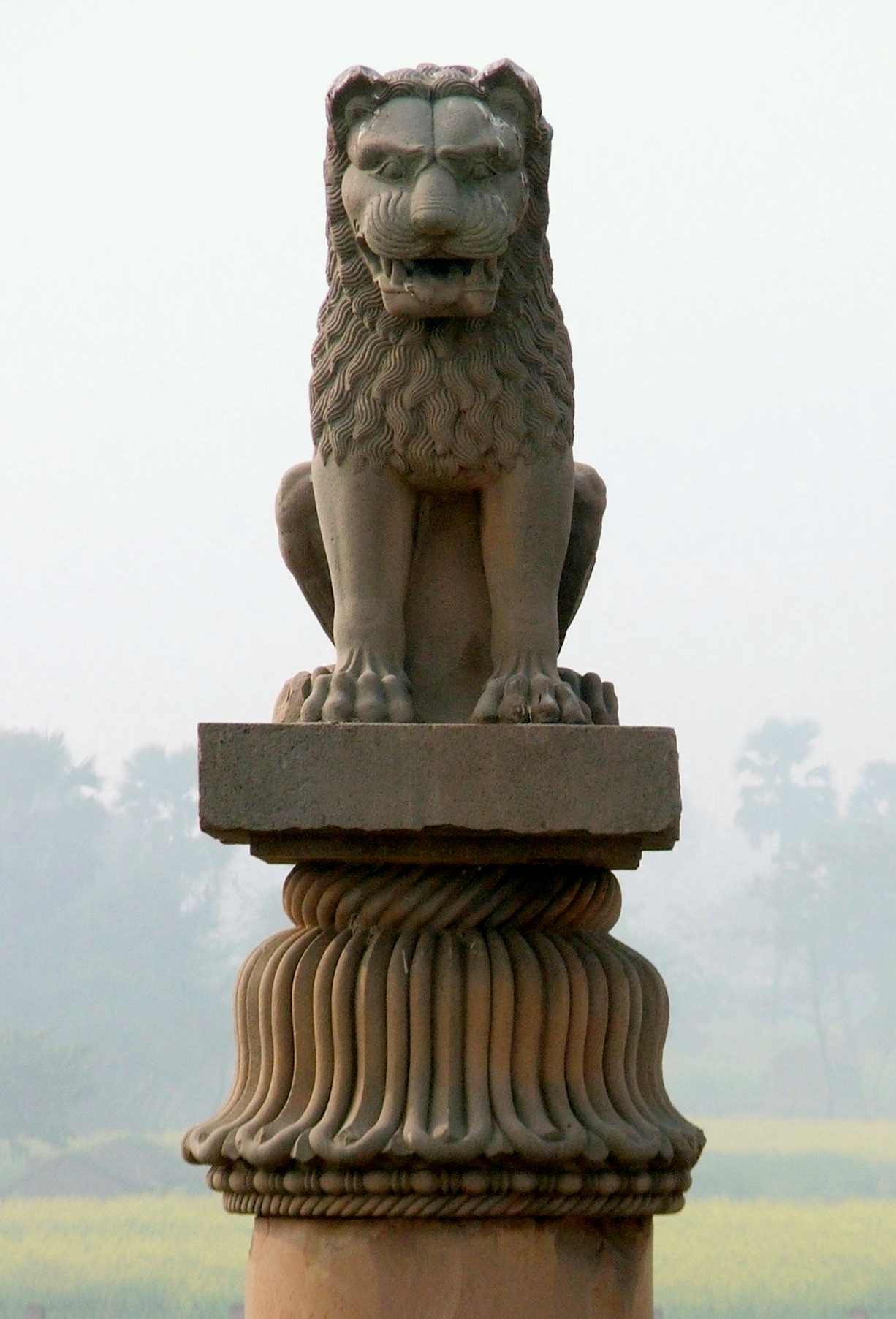
바이샬리의 단독 사자 기둥머리

아소카 황제는 또한 인도 전역에 종교 기둥을 세웠다. 이 기둥은 두 가지 유형의 돌로 조각되었다. 일부는 마투라 지역에서 발견된 붉은색과 흰색 사암이고, 다른 일부는 일반적으로 바라나시 근처의 추나르에서 채석된 작은 검은색 반점이 있는 담황색의 미세한 입자가 있는 단단한 사암이다. 주두 부분의 균일한 스타일은 모두 같은 지역의 장인들이 조각한 것임을 암시한다. 따라서 마투라와 추나르에서 기둥이 발견된 다양한 장소로 운반된 돌은 여기에서 장인이 돌을 자르고 조각한 것으로 보인다. 그들은 마우리아 조각의 정밀한 광택 특성을 받았다.
이 기둥은 주로 갠지스 평원에 세워졌다. 그들은 담마 또는 의에 관한 아소카의 칙령으로 새겨져 있었다. 정교하게 조각된 실물과 같은 동물의 기둥머리로서 사르나트의 사자주두, 람푸르바의 황소주두, 라우리아 난당가르의 사자주두가 주목할 만하다. 이 주두와 아케메네스 작품 사이의 유사성에 대해 많은 추측이 있었다.

### 인기 조각품

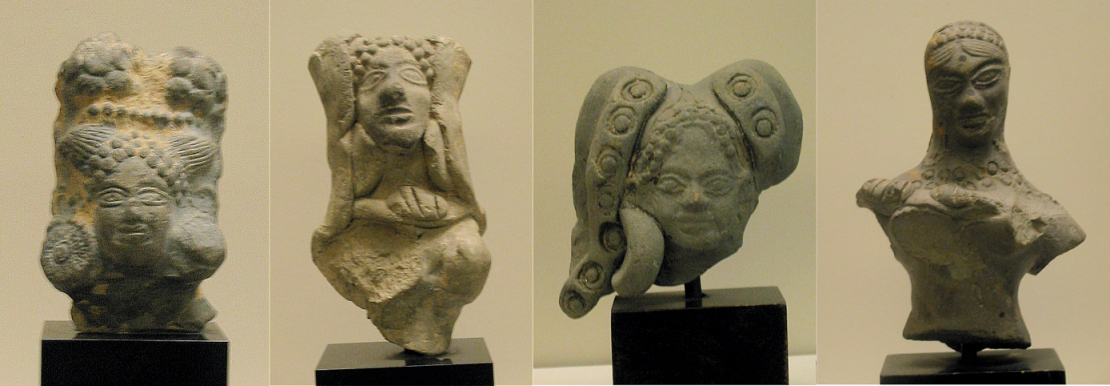
마우리아 시대의 조각상

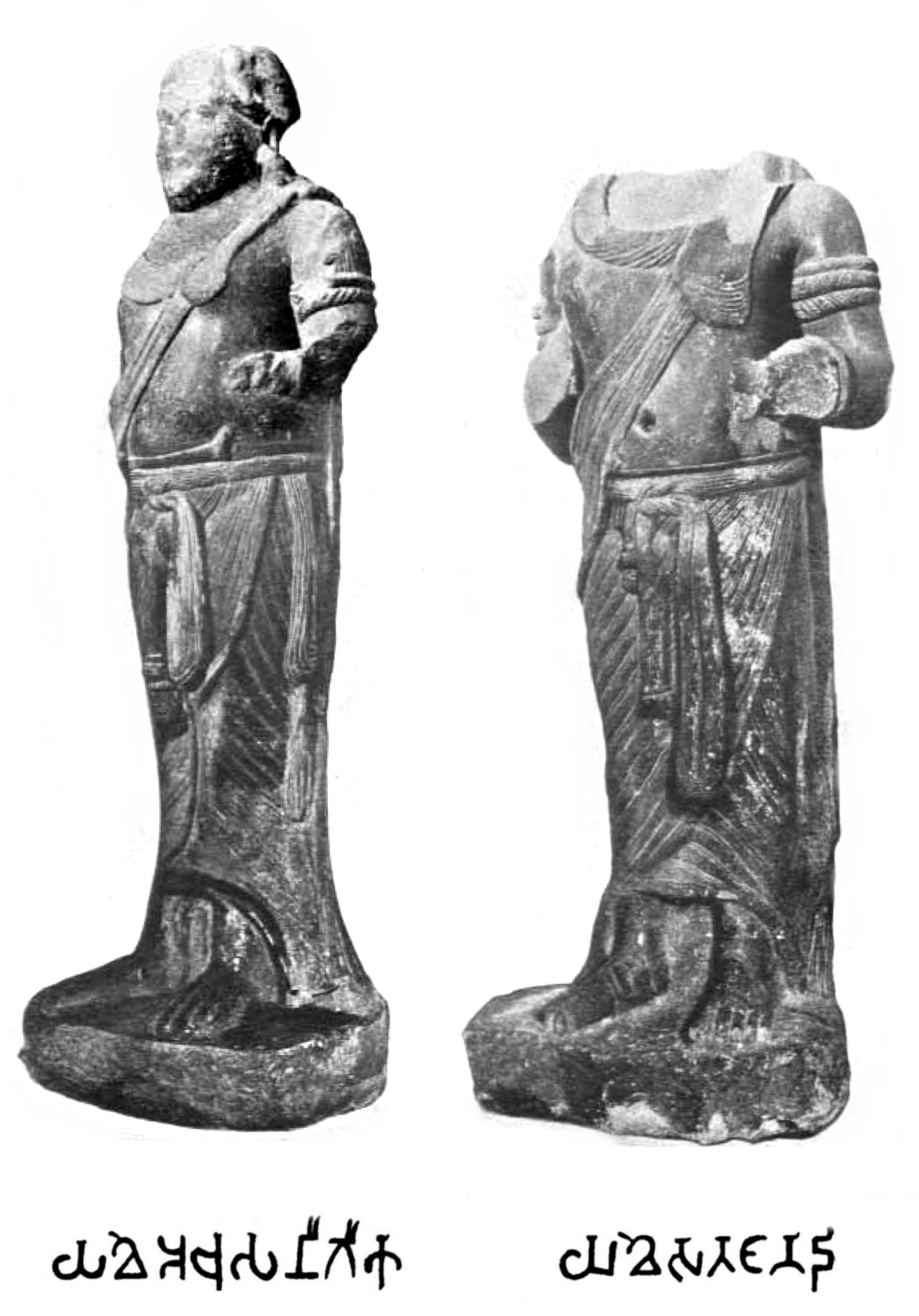
파트나에서 발견된 두 개의 기념비적인 야크샤상(크기: 높이 2미터)으로 기원전 3세기의 것으로 생각된다.

지역 조각가들의 작품은 마우리아 시대의 대중 예술을 보여준다. 이것은 아마도 황제가 의뢰하지 않은 조각품으로 이루어졌다. 대중 예술의 후원자는 지방 총독과 더 부유한 지주였다. 그것은 베스나가르의 여성 인물, 파크함의 남성 인물 디다라간즈의 수염 운반자와 같은 인물로 대표된다. 이러한 작품들은 기둥머리보다 기술을 덜 사용하며, 상당한 흙과 육체적 활력을 표현한다.
다울리의 석조 코끼리도 아마도 동물 수도를 책임지는 법원 기반 예술가가 아니라 지역 장인에 의해 조각되었을 것이다. 바위에서 나온 코끼리의 모습이 가장 인상적인데, 그 목적은 아마도 근처에 있는 비문에 주의를 환기시키는 것이었을 것이다.

### 테라코타
다양한 크기의 인기 있는 테라코타 개체는 마우리아 유적지 및 다른 곳에서 발견되었으며 아마도 가장 많은 마우리아 미술 작품일 것이다. 전문가는 아닐 수도 있지만 예를 들어 부업이 있는 도공과 같은 지역 사람들이 만든 이 유물은 식별 가능한 고고학적 맥락에서 나온 것으로 기록되지 않으면 연대 측정이 매우 어렵다. 많은 것이 마우리아 시대 이전으로 간주되지만 선사 시대로 거슬러 올라가는 점토로 어머니 여신을 만드는 전통의 연속은 아히차트라에서 발굴하는 동안 마우리아 시대로 추정되는 이러한 물체의 발견으로 드러났다.
테라코타들은 파탈리푸트라에서 탁실라까지 더 일반적으로 발견된다. 많은 테라코타들이 양식화된 형태를 가지고 있으며 잘 정의 된 모양과 명확한 장식이 있다는 점에서 기술적으로 더 완성된다. 일부는 주형으로 만든 것으로 보이지만 복제는 거의 없다. 탁실라의 테라코타는 신상, 신이 있는 봉헌 부조, 장난감, 주사위, 장신구 및 구슬로 구성된다. 장신구 중에는 로마 소년들이 착용하는 불라와 유사한 둥근 메달이 있었다. 민속 신과 여신의 테라코타 이미지에는 종종 흙 같은 매력이 있다(일부는 아마도 인형일 것이다). 많은 동물 피규어는 아마도 아이들을 위한 장난감일 것이다.

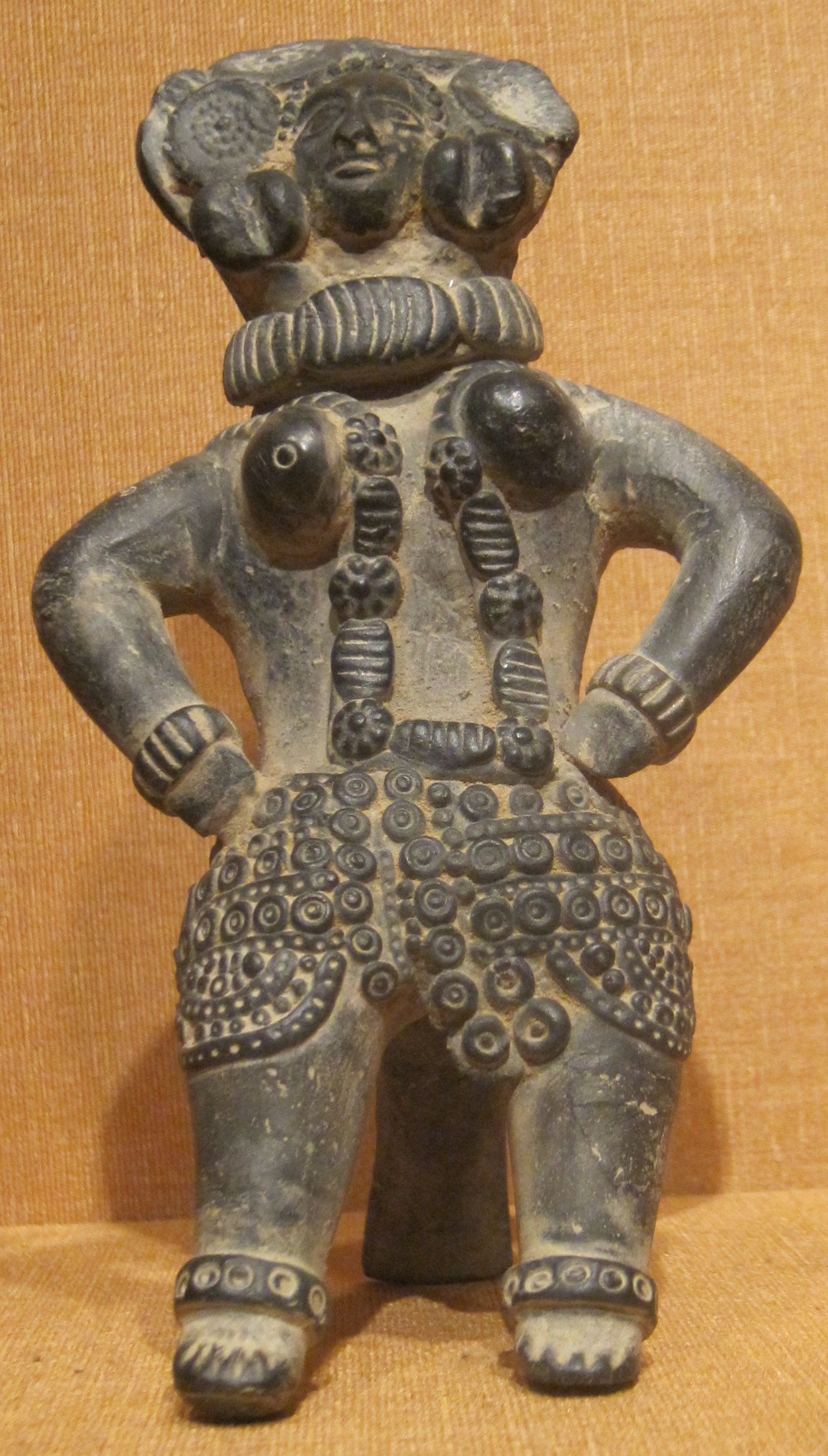
여성 테라코타 그림, 인도 북부, c. 기원전 320-200년
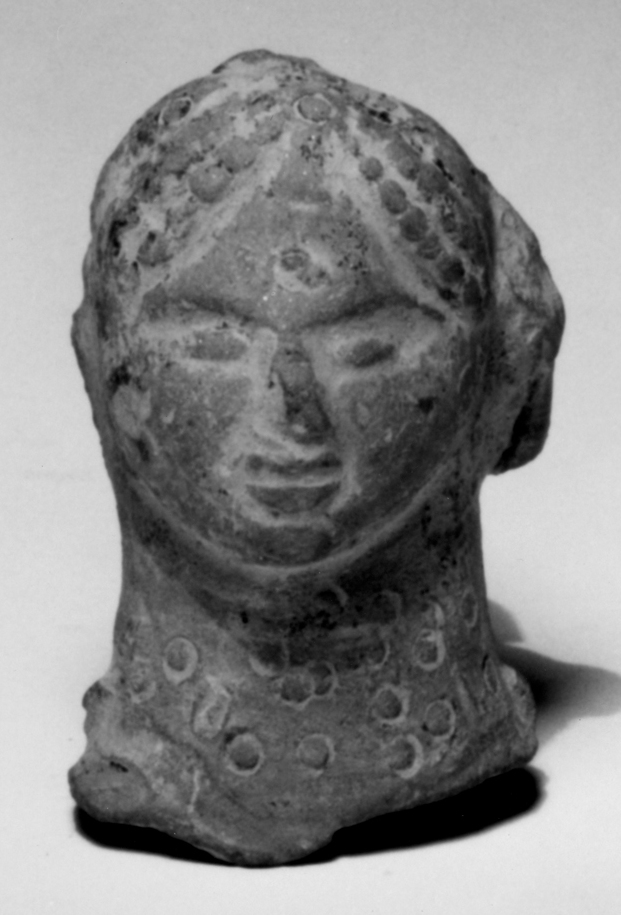
인도인 마을신의 머리, 테라코타, 기원전 3세기
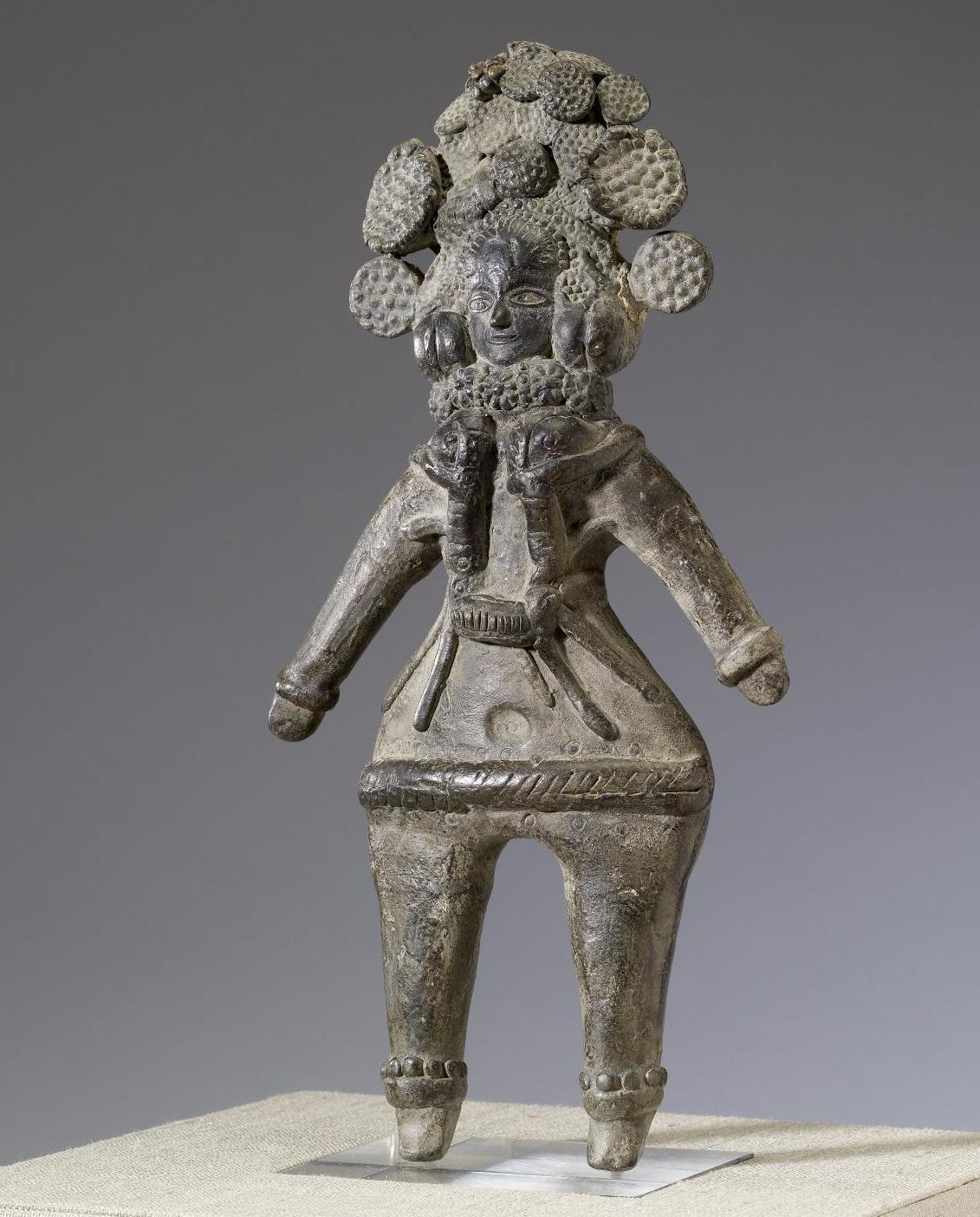
마투라의 어머니 여신(테라코타), 기원전 3세기
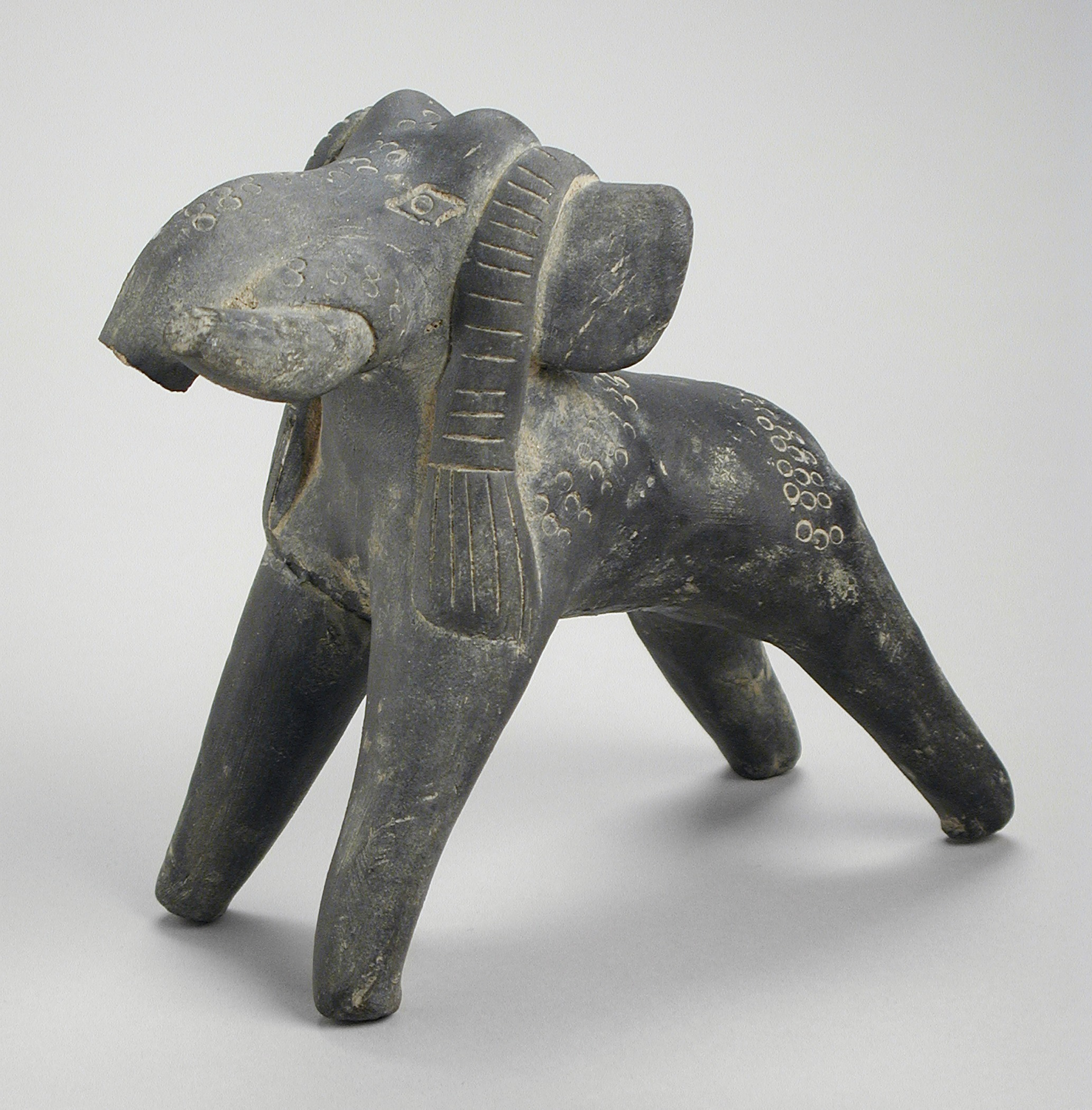
마투라의 코끼리(테라코타), 기원전 3세기
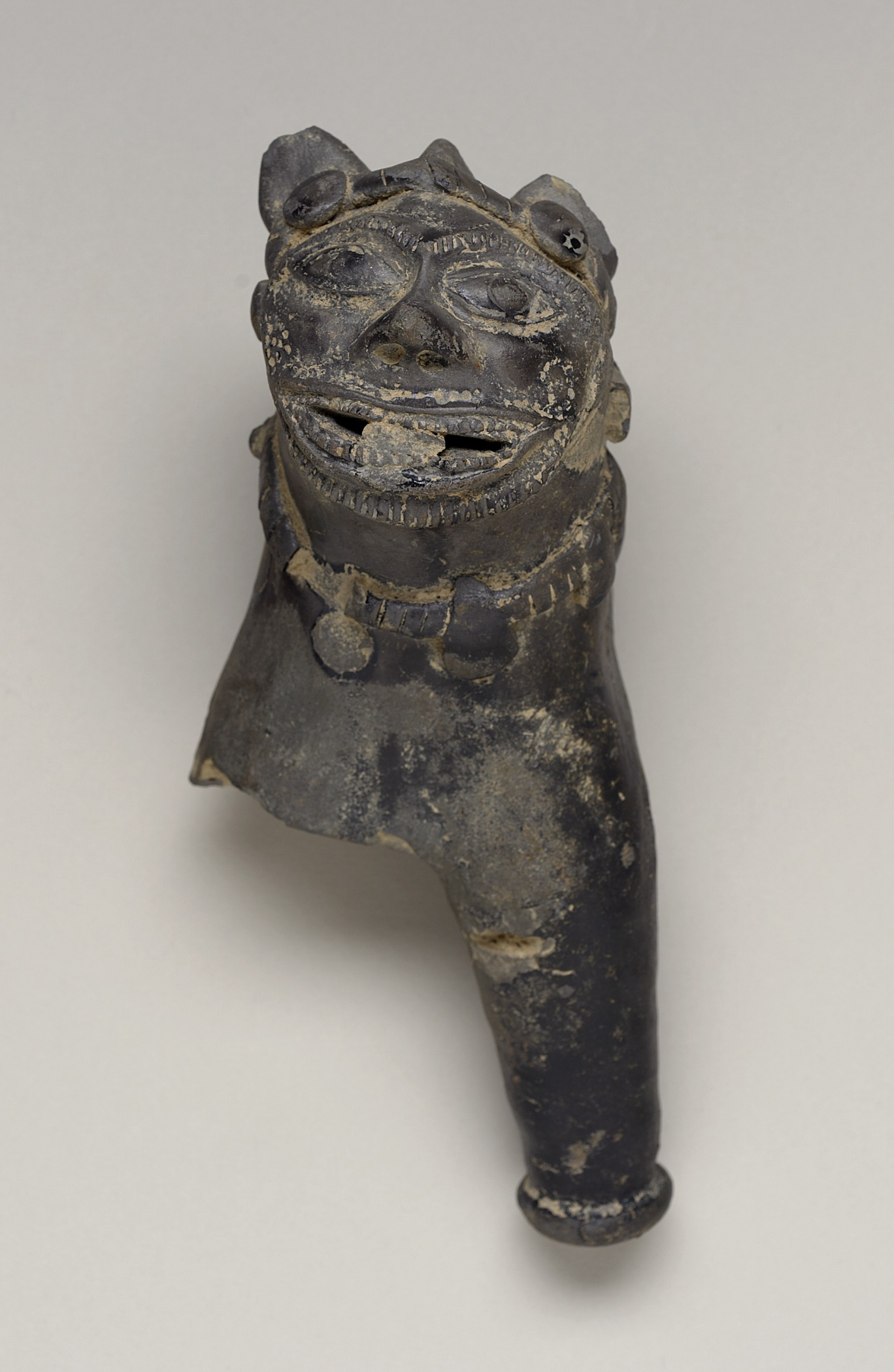
기원전 3세기 마투라의 동물(테라코타) 앞부분
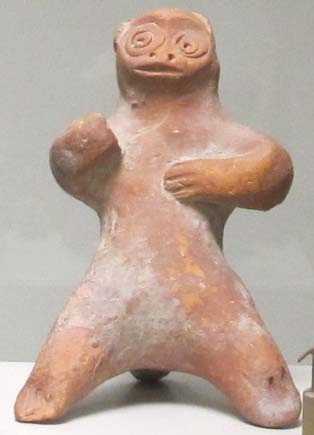
마투라의 원숭이(테라코타), 기원전 3~2세기

### 링스톤

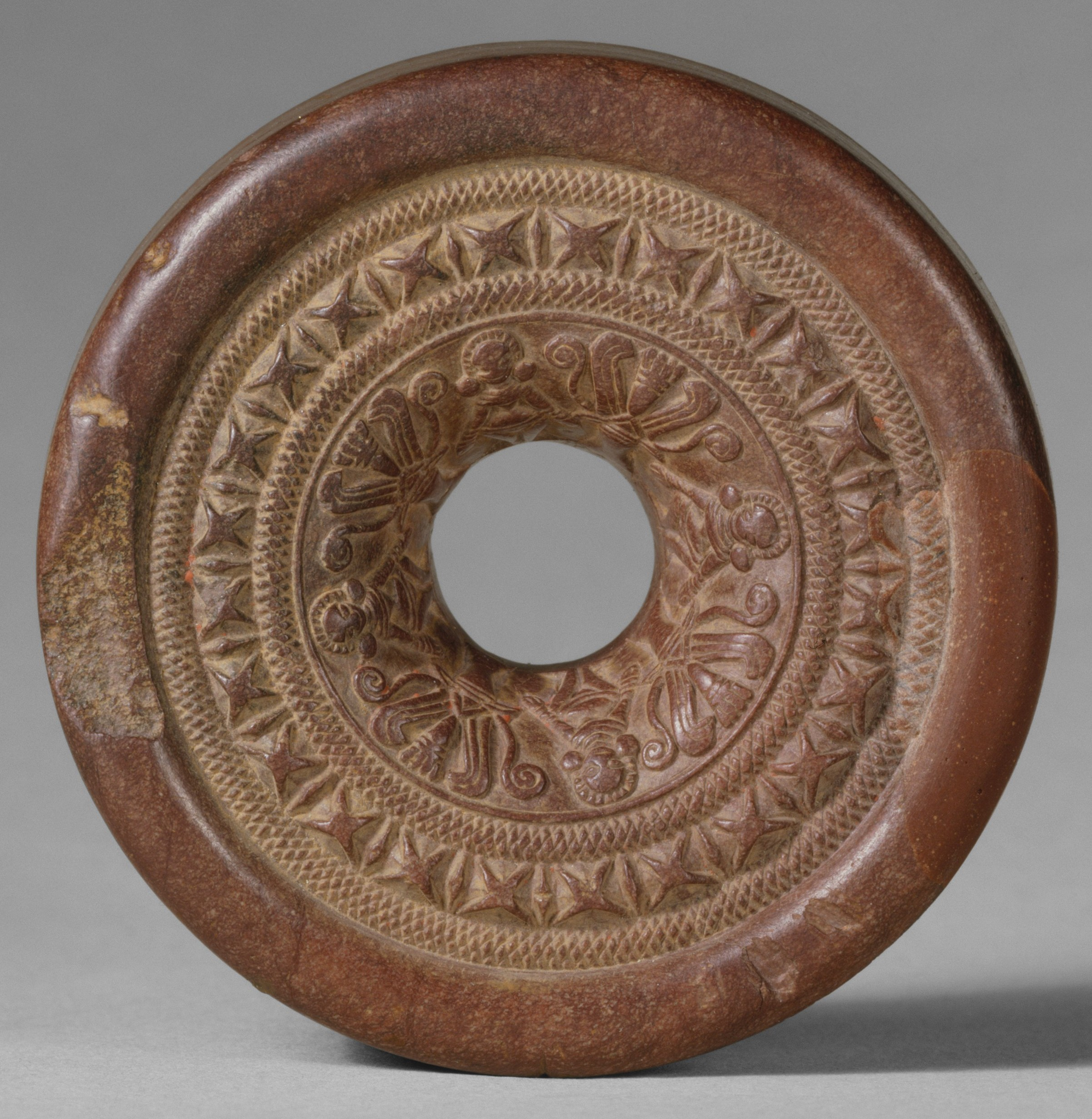
"4명의 여신과 4개의 대추야자가 있는 링스톤", 메트로폴리탄 미술관 (뉴욕)

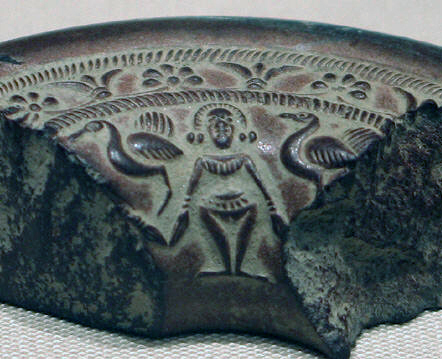
새, 아마도 기러기 옆에 "여신"이 있는 부서진 부분, 메트로폴리탄 미술관 (뉴욕)

링스톤은 대략적인 마우리아 제국과 다음 숭가 제국(기원전 187-78년)에 인도에서 만들어진 독특한 유형의 인공물 및 소형 조각품이다. 그것들은 대개 기원전 3세기 또는 2세기로 거슬러 올라간다. 링스톤은 도넛 모양이지만 측면이 더 똑바르고 바닥이 평평하고 평평하다. 그것들은 돌로 되어 있으며, 위쪽은 중앙에 있는 구멍 주위를 둘러싸고 있는 여러 원형 장식 구역과 함께 양각으로 매우 정교하게 조각되어 있다. 완성품은 너비가 약 2.5~4인치이다.
디자인은 다양하지만 모든 예는 작은 크기에도 불구하고 정교하게 조각되어 있다. 많은 구성 요소가 다양한 변형으로 나타난다. 일반적으로 구멍의 경사진 면을 따라 이어지는 가장 안쪽 영역에는 서 있는 여성 인물이 있는데, 종종 누드이거나 거의 비슷하지만 보석과 정교한 헤어스타일이 있고 그 사이에 나무가 있다. 이것을 "여신" 또는 "어머니 여신"이라고 부를 수 있으며, 분명히 다양한 종의 나무를 생명나무로 부를 수 있지만 이러한 해석은 보편적으로 받아들여지지 않는다.
링스톤이 제작된 목적과 실제적인 기능은 불분명하고 "수수께끼"로 남아 있다. 그들은 특정한 종교적 목적을 가지고 있거나 다산을 촉진하는 보다 일반적인 목적을 가지고 있을 수 있으며, 디자인 위에 금속 호일을 두드려 장신구를 만드는 데 사용되었다. 2014년 태국에서 인도 아대륙 외부에서 처음으로 발견된 것과 함께 약 70개가 발견되었으며 많은 부분이 파편으로만 발견되었는데, 이는 아마 인도에서 수입한 것으로 추정된다.

## 회화
메가스테네스에 의해 마우리아가 어느 정도 품질의 그림을 가지고 있었음이 분명하지만 살아남은 예는 없다. 수세기 후, 인도 회화에서 가장 오래된 중요한 기관인 아잔타 석굴의 그림은 잘 발달된 전통이 있음을 보여주며, 이는 마우리아 시대까지 거슬러 올라갈 수 있다.

## 건축

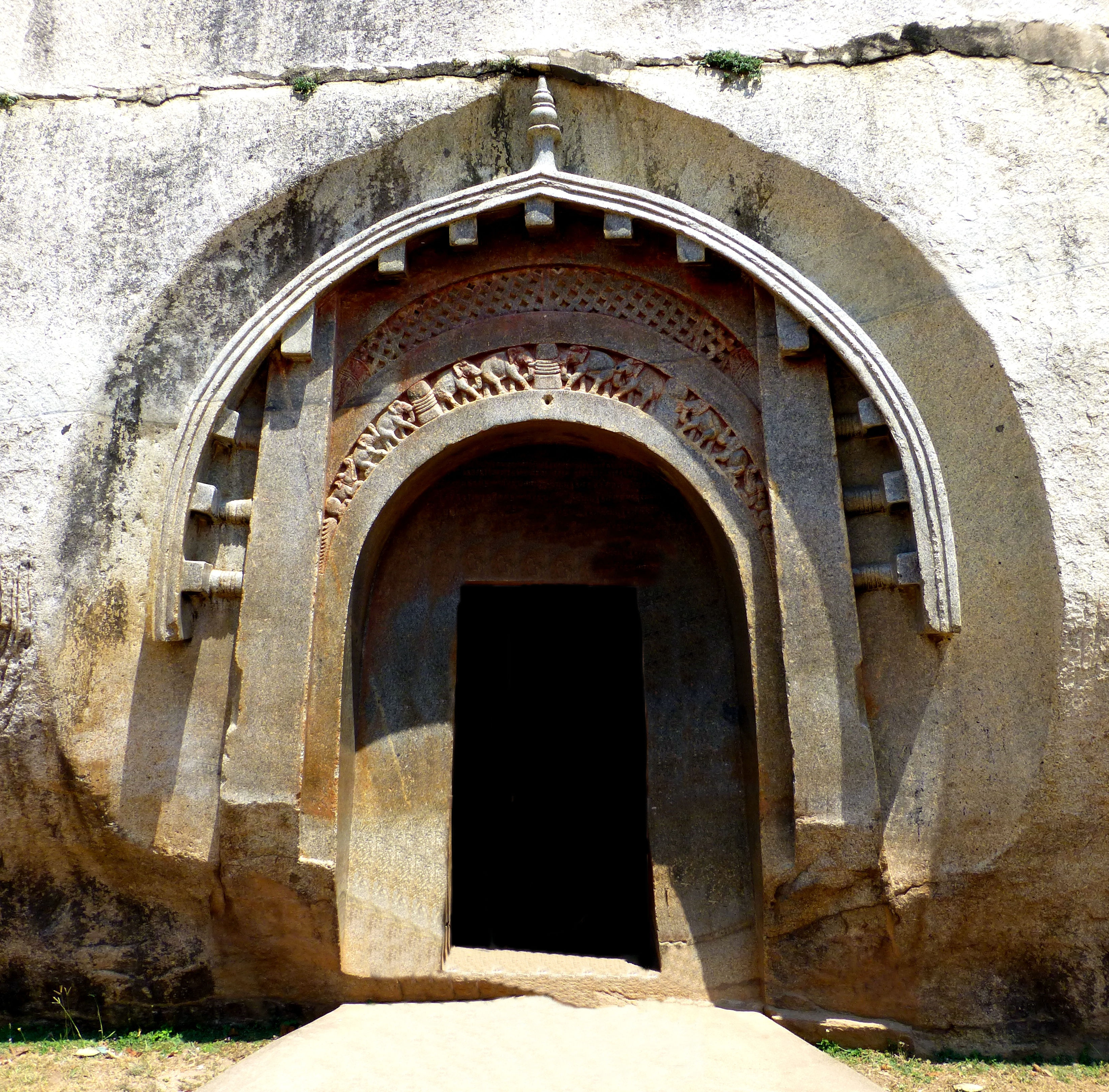
바라바르 동굴에 있는 로마스 리쉬 석굴, 기원전 3세기.

이 시대는 벽돌과 석재를 사용하는 두 번째 전환기를 표시했지만 목재는 여전히 선택의 재료였다. 아르타샤스트라에서 차나키야는 내구성을 위해 벽돌과 돌을 사용하도록 조언한다. 그러나 그는 인기를 나타내는 목조 건물의 화재에 대비하여 취해야 할 안전 장치에 많은 부분을 할애한다.

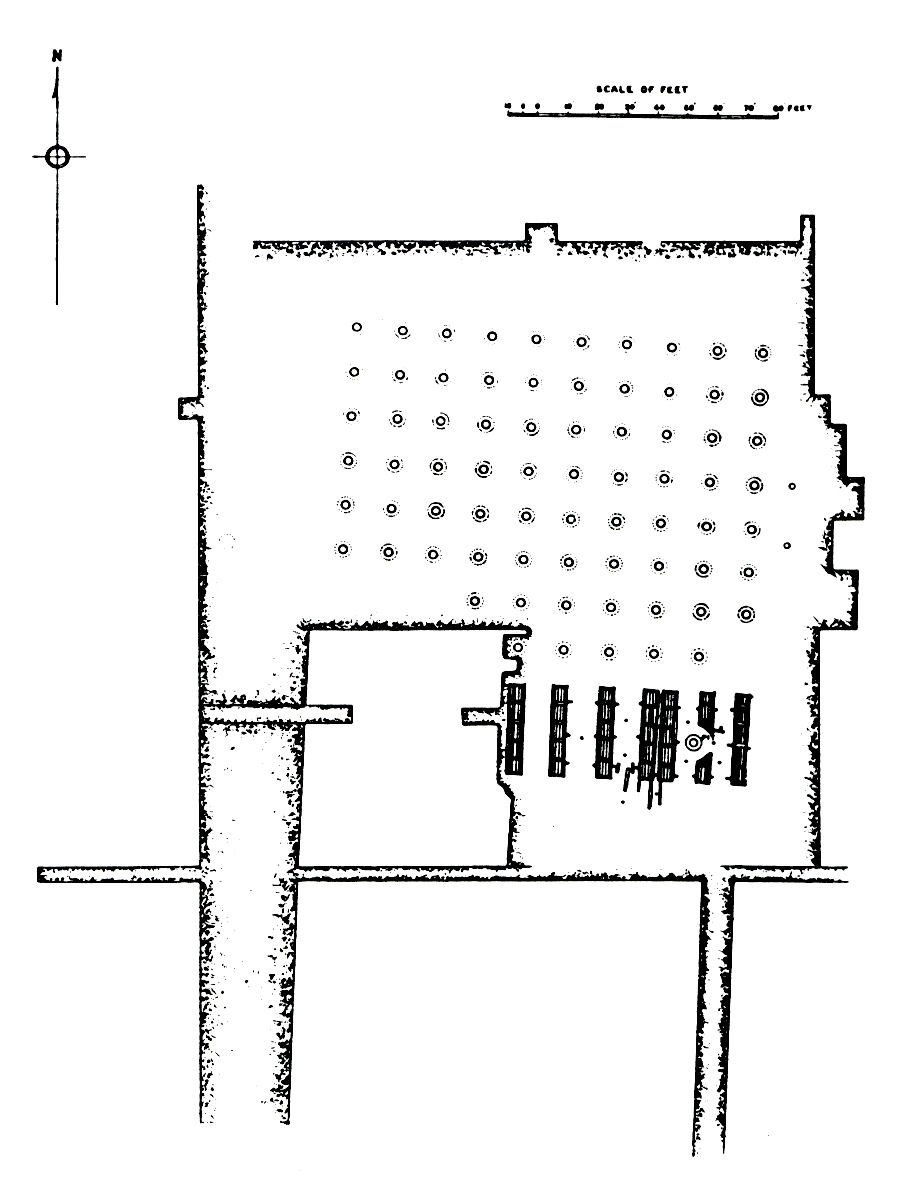
쿰라르에 있는 80개 기둥 홀의 계획도.

그리스 대사 메가스테네스는 파탈리푸트라가 궁수가 쏠 수 있는 구멍이나 틈새로 천공된 거대한 목재 울타리로 둘러싸여 있으며, 64개의 성문과 570개의 탑이 있었다고 언급하고 있다. 스트라본에 따르면 궁전의 금박 기둥은 황금 덩굴과 은색 새로 장식되었다. 궁전은 물고기 연못이 즐비한 광대한 공원에 있었으며, 다양한 장식용 나무와 관목으로 장식되었다. 스푸너와 와델이 수행한 발굴 작업을 통해 파탈리푸트라의 불란디 바그에 있는 거대한 목조 성벽의 유적이 밝혀졌다. 건물 중 하나인 쿰라하르의 80개 기둥이 있는 홀의 유적은 특히 중요하다. 한때 나무 플랫폼 위에 서 있고 나무 지붕을 지지했던 80개의 석조 기둥 중에서 스푸너는 거의 완벽한 조건에서 최소한 하나의 하부 전체를 발견할 수 있었다. 그것은 아소카 기둥과 다소 비슷하며 매끄럽고 광택이 나며 회색 추나르 사암으로 만들어졌다.
산치, 사르나트 및 아마도 아마라바티 스투파 등과 같은 많은 스투파는 원래 아소카의 치세 동안 벽돌과 석조 토분으로 지어졌다. 대부분은 여러 번 개조되어 원래 구조에 대한 단서가 거의 없다.

## 도자기
물레를 사용하는 것이 보편화되었다. 마우리아 시대와 관련된 도자기는 여러 유형의 도자기로 구성된다. 그러나 가장 고도로 발달된 기술은 이전 및 초기 마우리아 시대의 특징인 북부흑광도기(Northern Black Polished Ware, NBP)로 알려진 특별한 유형의 도자기에서 볼 수 있다. NBP 도자기는 잘게 부풀어진 충적토로 만들어지며 단면에서 볼 때 일반적으로 회색이며 때로는 붉은 색조를 띠기도 한다. 그것은 제트 블랙에서 딥 그레이 또는 메탈릭 스틸 블루에 이르는 유약 품질의 훌륭하게 빛나는 드레싱을 가지고 있다. 그것은 독특한 광택과 광채로 인해 광택이 나거나 흑연으로 코팅된 다른 적색 제품과 구별될 수 있다.
이 도자기는 주로 접시와 작은 그릇에 사용되었으며, 갠지스 계곡에서 많이 발견된다. NBP는 매우 희귀한 것은 아니었지만 분명히 다른 품종보다 더 비싼 도자기였다. NBP의 도자기 조각은 NBP 도자기의 금이 간 그릇에도 그 가치가 있음을 나타내는 구리 핀으로 리벳이 박힌 경우가 종종 발견되었기 때문이다.

## 동전

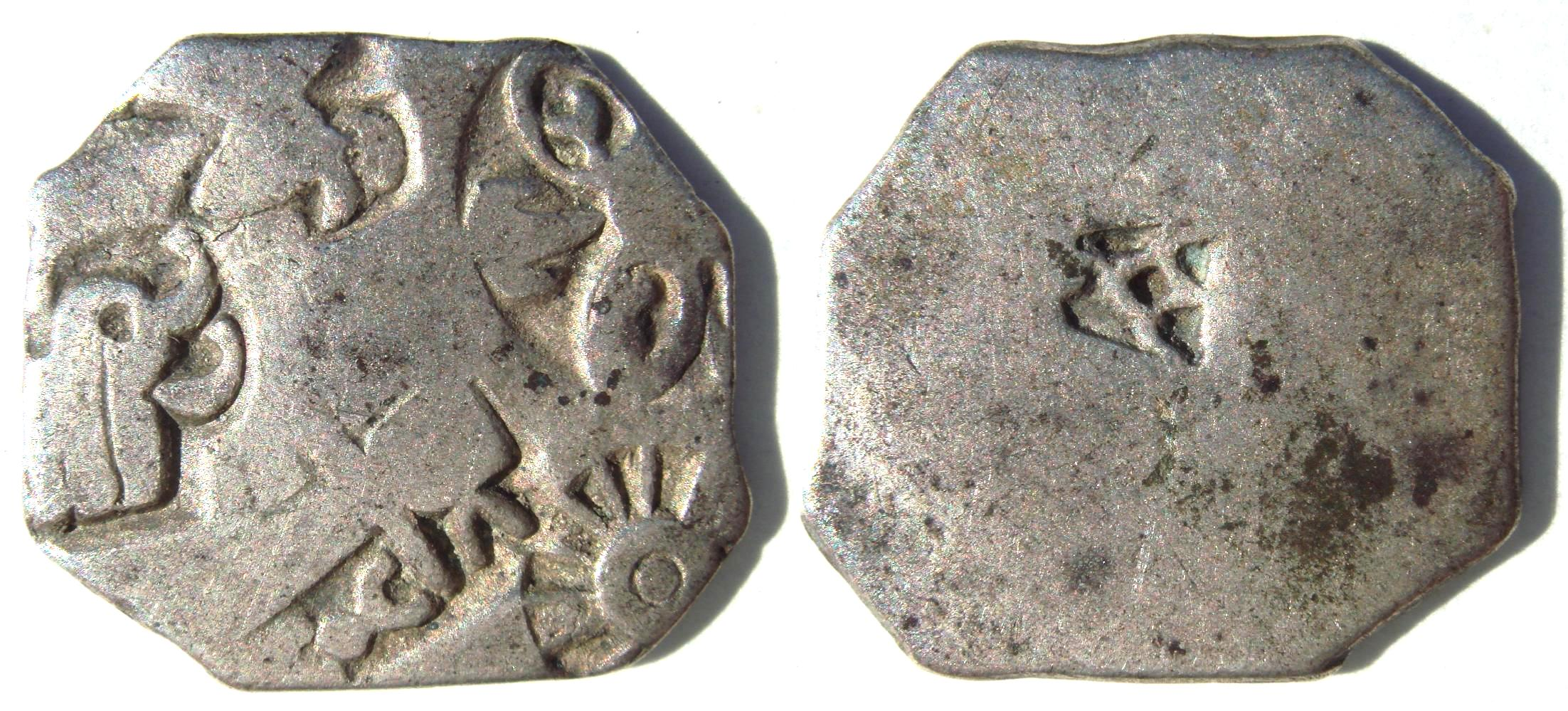
바퀴와 코끼리의 상징이 펀치마크로 표시되어 있는 마우리아 제국의 주화.(기원전 3세기)

마우리아가 발행한 주화는 대부분 은과 다양한 모양, 크기 및 무게의 구리 몇 개이며 하나 이상의 기호가 박혀 있다. 가장 일반적인 기호는 코끼리, 난간 기호의 나무 및 산이다. 이러한 주화를 생산하는 기술은 일반적으로 금속을 먼저 절단한 다음 장치를 펀칭하는 것이었다. 이 상징들은 왕실의 휘장이나 주화를 친 지역 길드의 상징을 나타내었다고 한다. 일부 동전에는 오래된 동전이 자주 재발행되었음을 나타내는 Shroff ( 환전소 ) 표시가 있다.
합금 함량은 아르타샤스트라에 명시된 것과 매우 유사하다. 특정 마우리아 통치자들과 함께 펀치 표시가 있는 주화의 기호를 식별한 것에 기초하여, 코삼비는 찬드라굽타 마우리아 이후의 마우리아 펀치마크 파나는 전임자와 동일한 무게를 가지지만 훨씬 더 많은 구리, 조잡한 직물 및제조가 성급했음에 틀림없는 무게와 같은 큰 변형을 가지고 있다고 주장했다. 이러한 스트레스와 불만족스러운 통화 수요의 증거는 가치 하락(인플레이션)과 함께 고대 무역 길드를 표시했던 역표의 소멸을 동반한다. 그의 의견으로는 이것은 후기 마우리아 시대에 재정 위기가 있었음을 나타낸다. 그러나 그의 분석 방법과 연대순 식별에 의문이 제기되었다.

## 갤러리

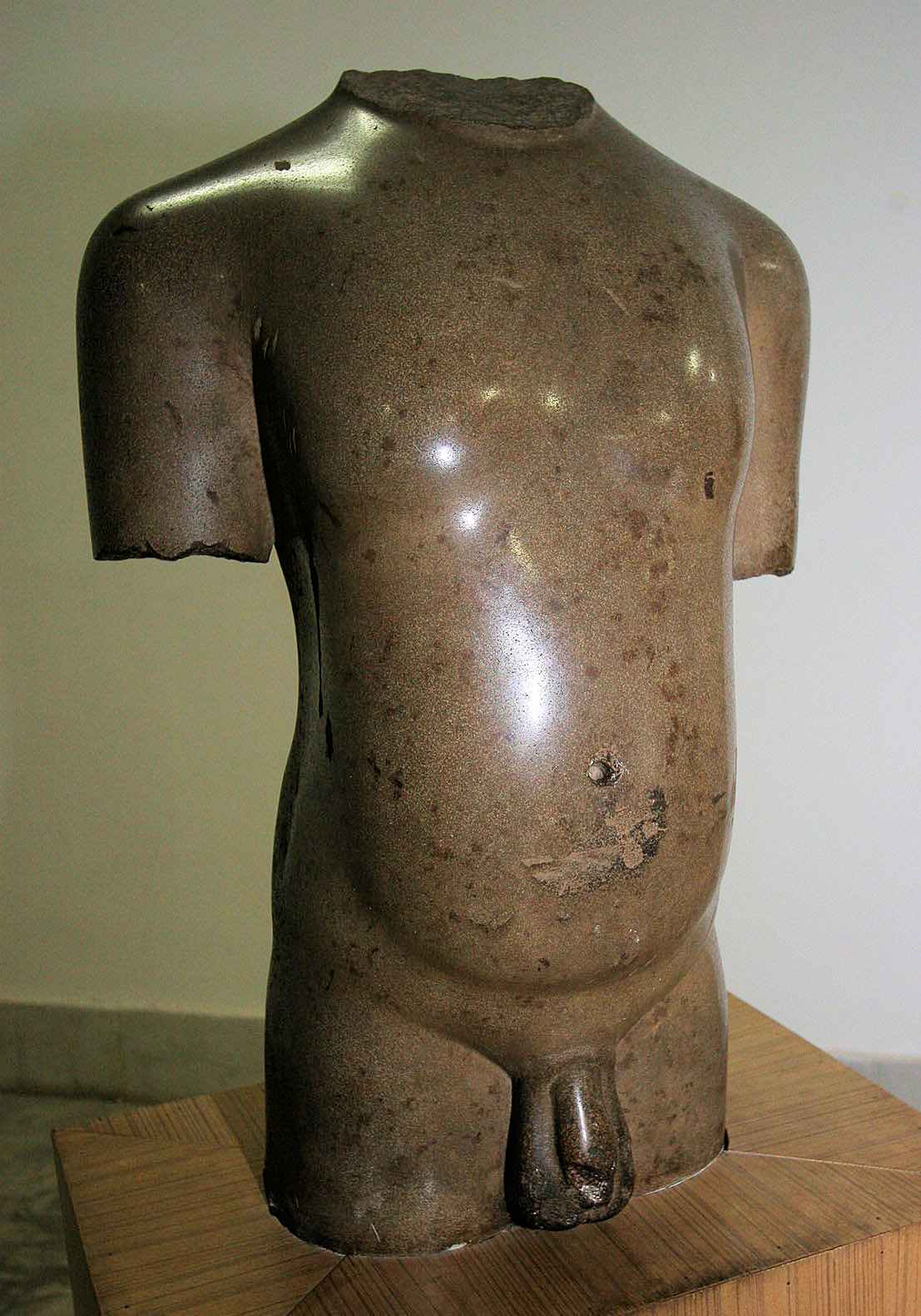
로하니푸르 몸통.
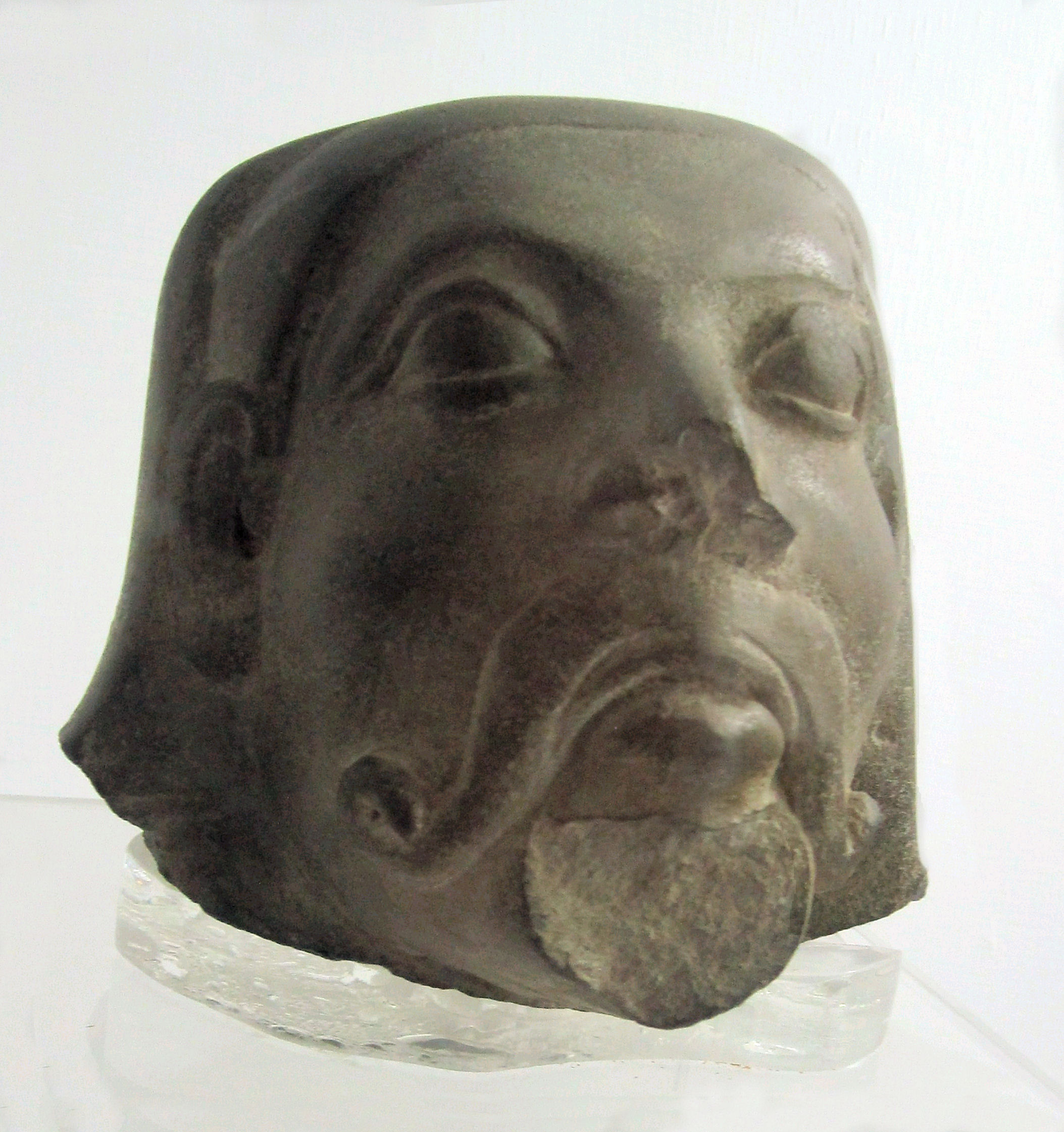
사르나트에서 온 두상.
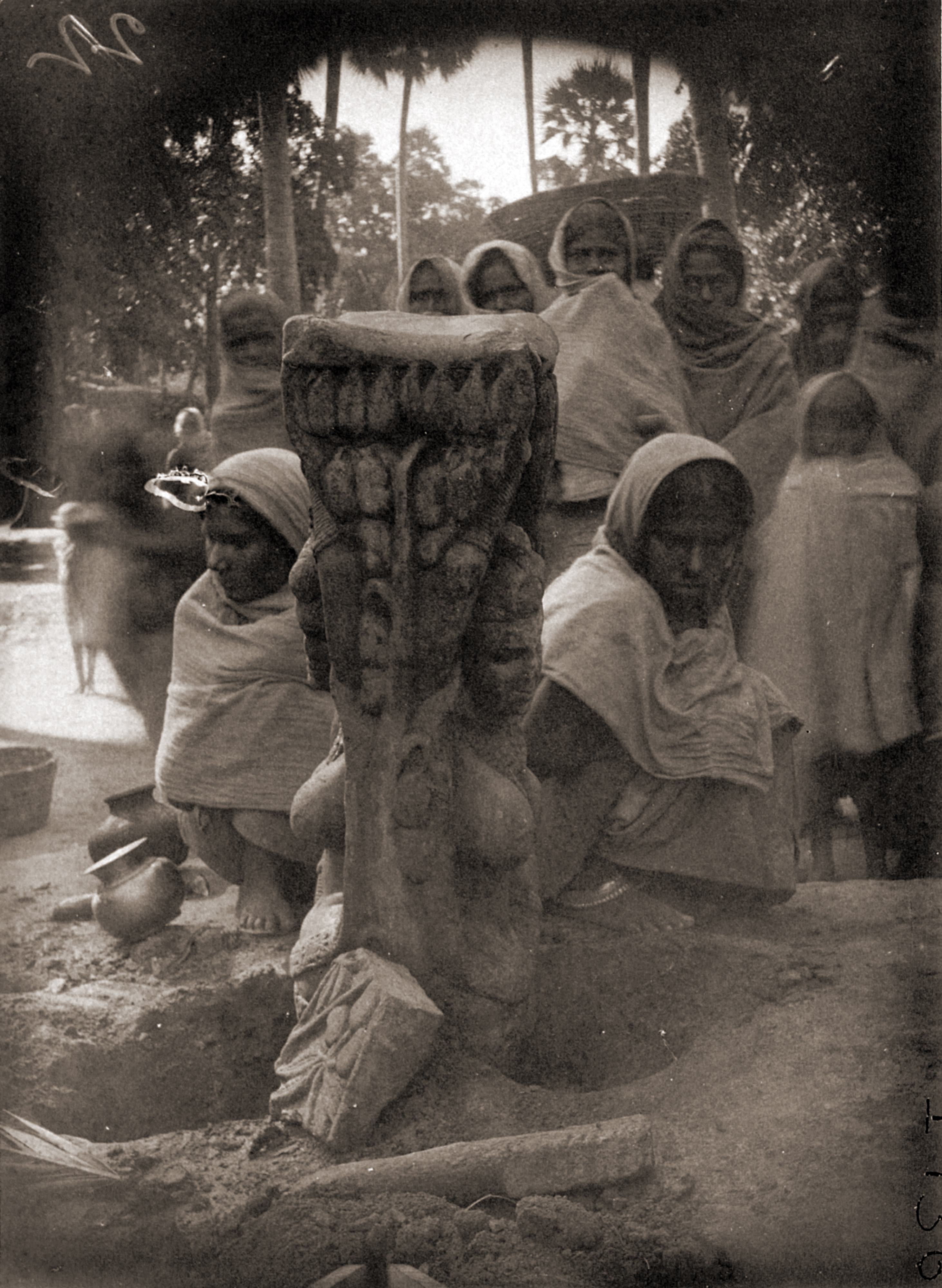
파트나 아감 쿠암 근처에서 발견된 마트리카스의 동상.
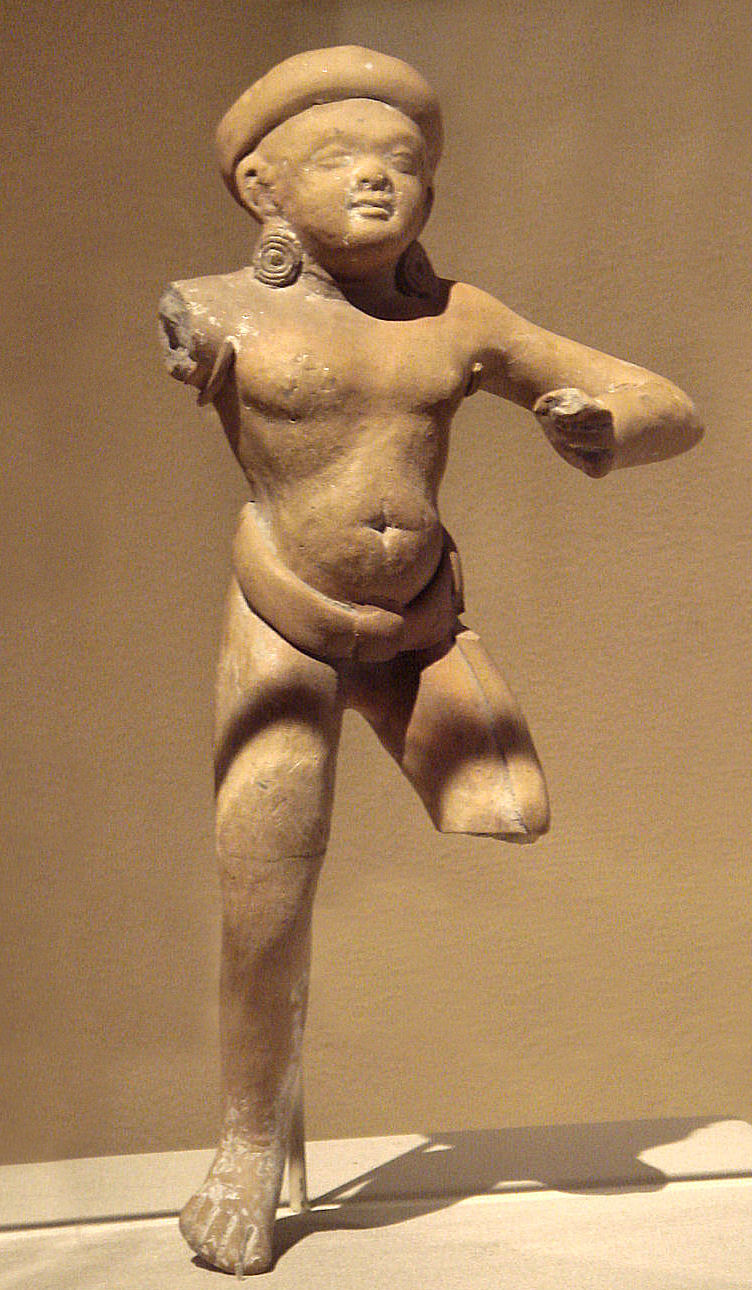
2세기 조각상.
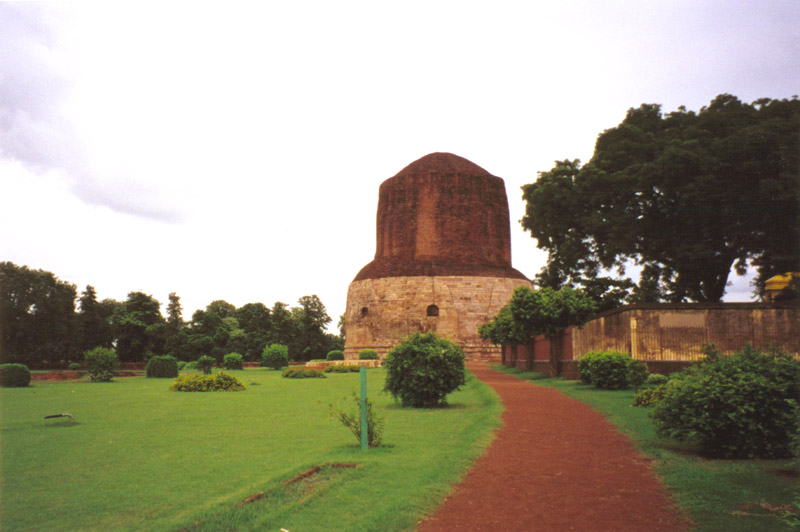
사르나트의 다르메크 스투파.
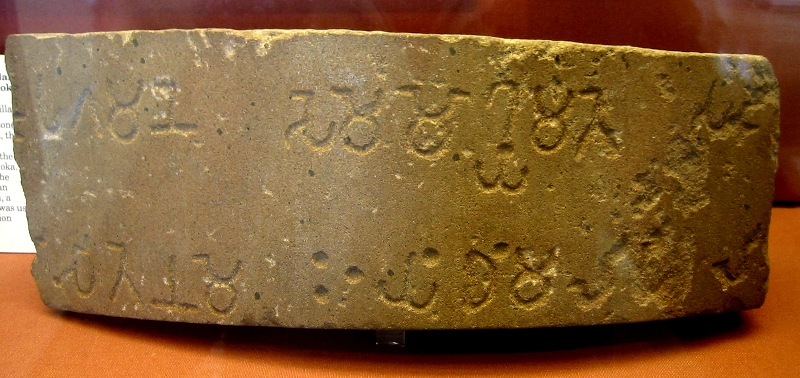
6번째 아소카 기둥 칙령(기원전 238년)의 조각
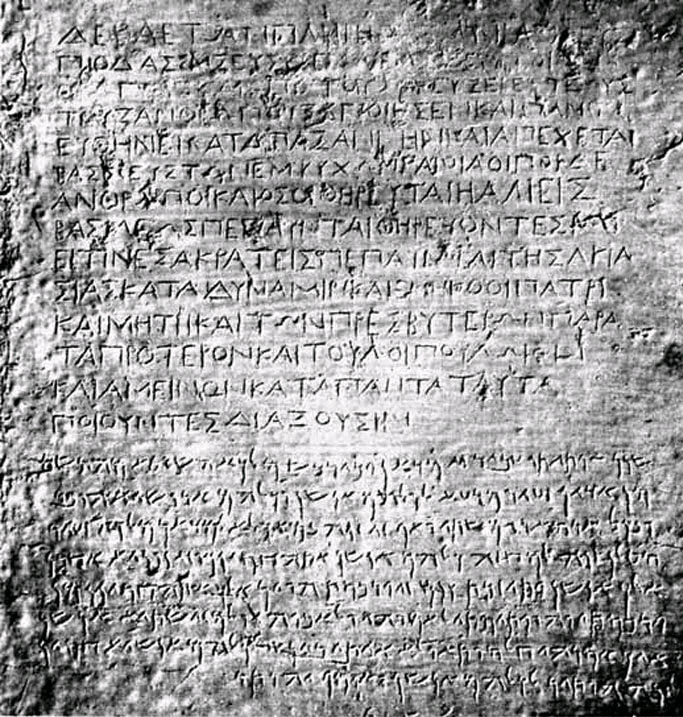
칸다하르에서 아소카 황제에 의해 코이네 그리스어와 아람어가 새겨진 이중 언어 바위 비문.
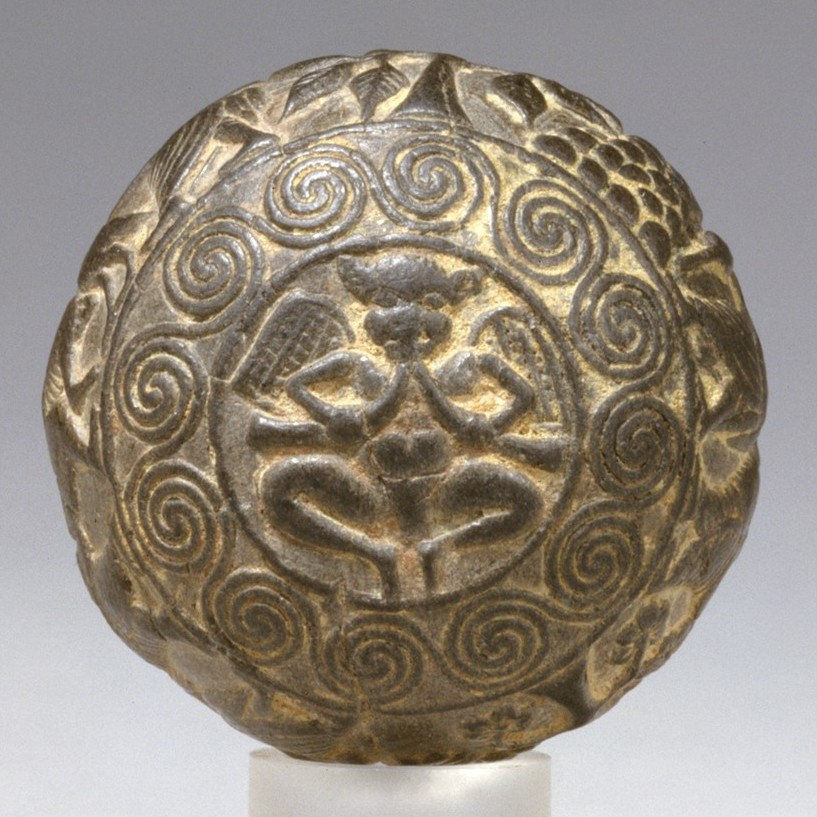
야크샤의 사원에서 의식 장면이 있는 스톤 스피어(마우리아 시대, 기원전 3세기)
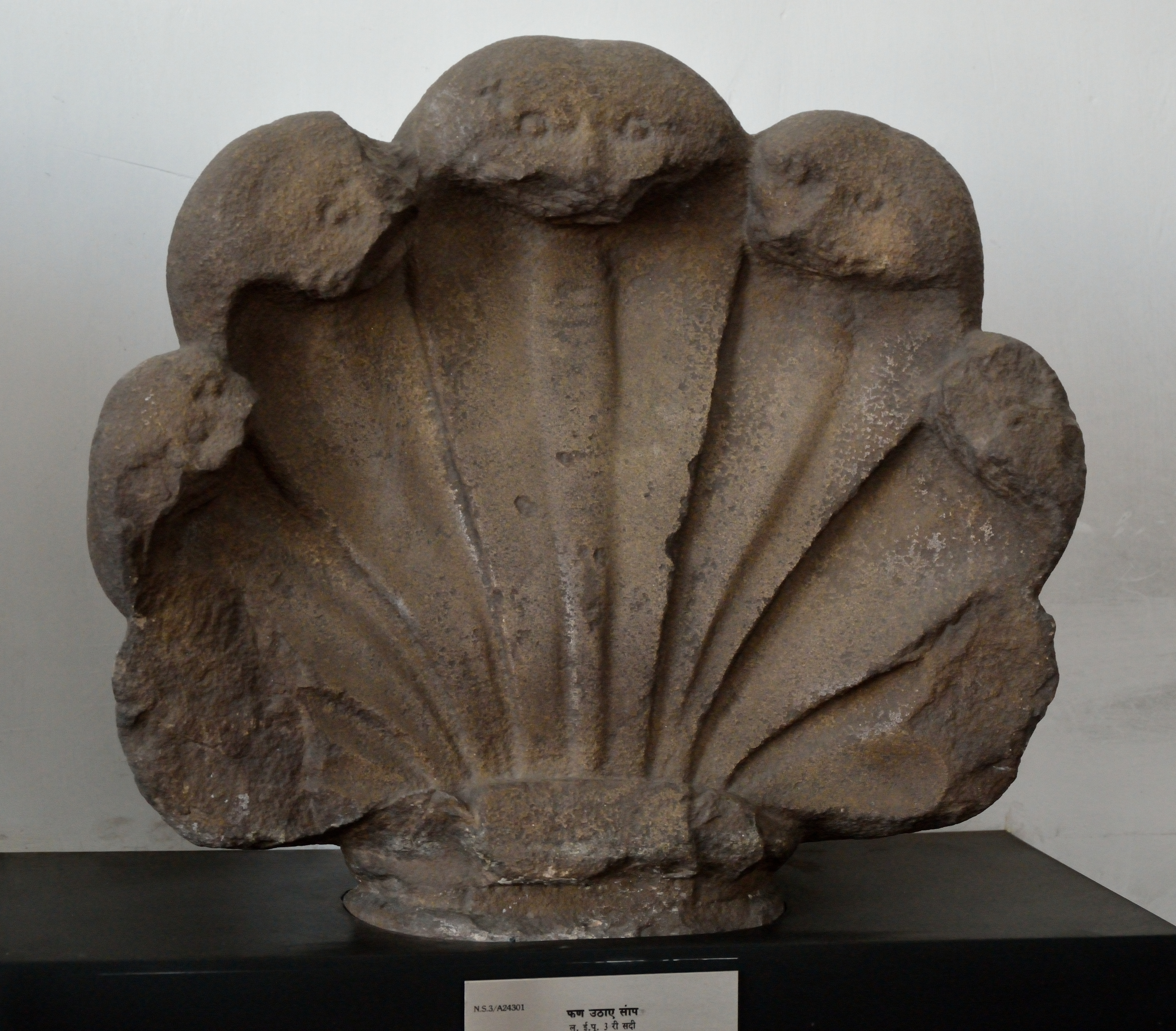
라지기르의 뱀 두건(추나르 사암, 기원전 3세기)
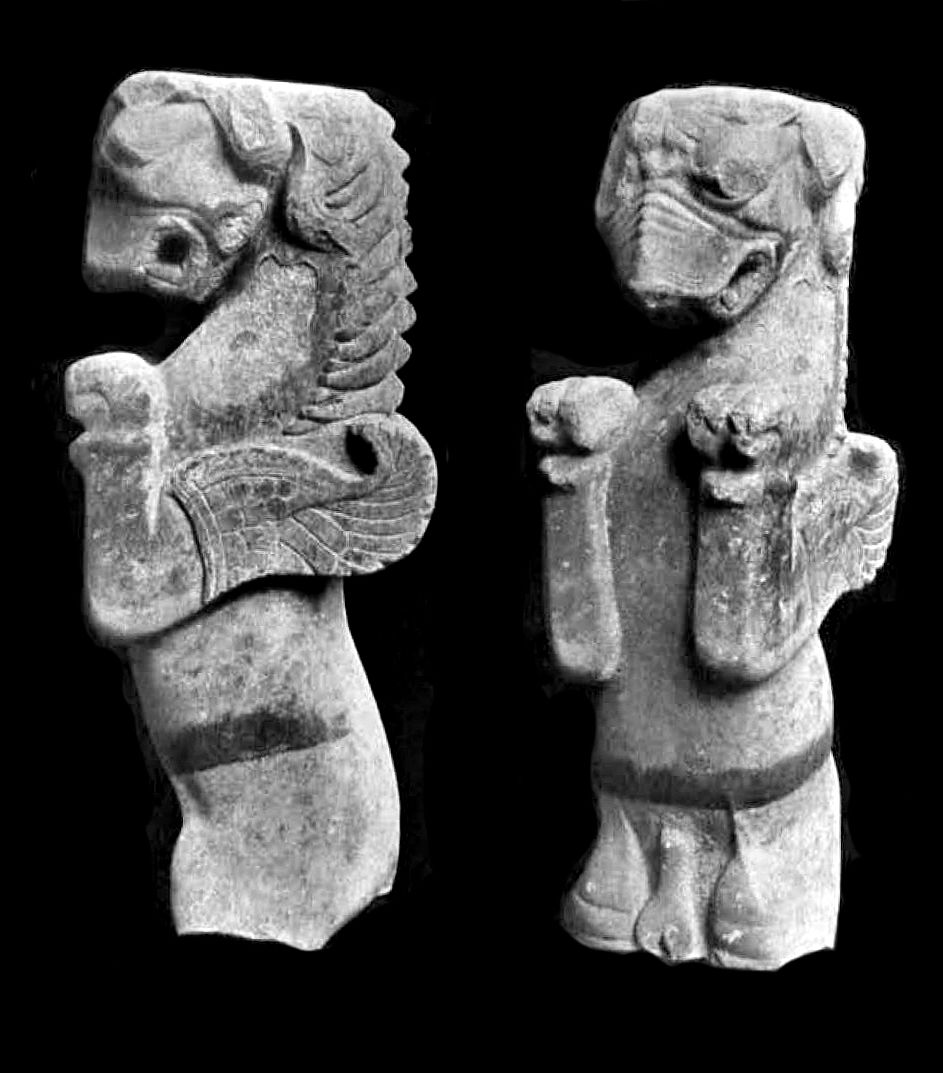
파트나 그리핀.
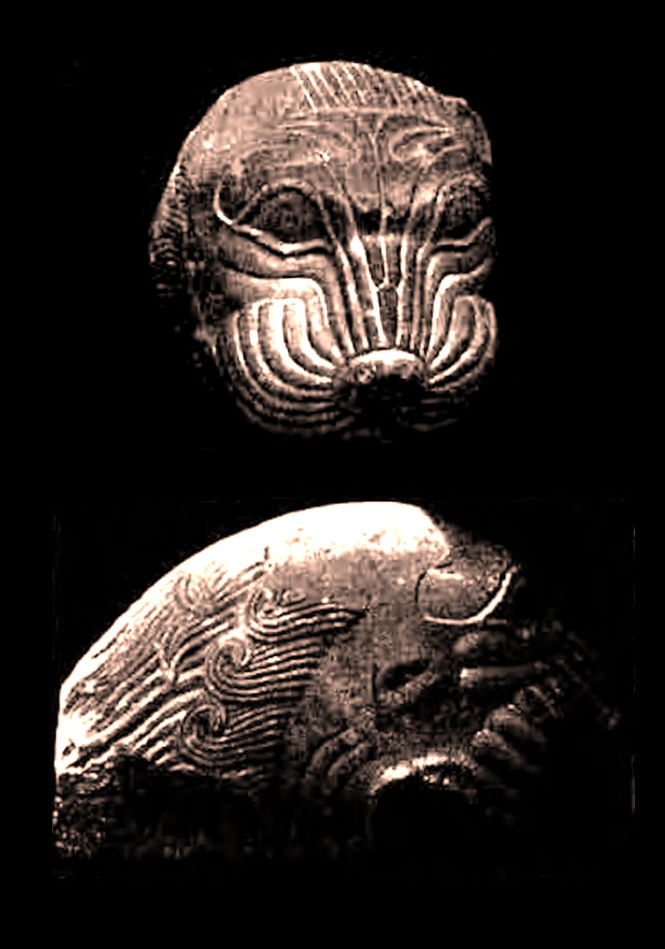
마사르 사자.

## 참고 문헌
- The Wonder that was India' by A.L Basham, Picador India, ISBN 0-330-43909-X
- Bennett, Anna (2019), "Suvarnabhumi, "Land of Gold"", in Suvarnabhumi, the Golden Land, 2019, GISDA, PDF
- 'The Culture and Civilisation of Ancient India in Historical outline' by D.D. Kosambi, 1964 reprinted in 1997, Vikas Publications, New Delhi, ISBN 0-7069-8613-X
- Kumar, Vinay (2015). 《West Asian and Hellenistic Elements in Indian Art》. New Delhi: B.R. Publishing Corporation. 145쪽. ISBN 978-9350501887.
- Lerner, Martin and Kossak, Steven, The Lotus Transcendent: Indian and Southeast Asian Art from the Samuel Eilenberg Collection, 1991, Metropolitan Museum of Art (New York, N.Y.), ISBN 0870996134, 9780870996139, google books
- "V&A": "Ring stone" in collection
- Thapar, Romila (1973). 《Aśoka and the decline of the Mauryas》. Delhi: Oxford University Press. ISBN 0-19-560381-8. OCLC 29809355.
- FocusCivil.online  보관됨 2022-11-06 - 웨이백 머신